# ÖBB 1044
ÖBB 1044 est une série de locomotives électrique universelle, des Chemins de fer fédéraux autrichiens (en allemand : Österreichische Bundesbahnen (ÖBB), qui convient aussi bien aux trains rapides lourds qu'aux trains de marchandises. Au moment de sa mise en service, elle est la locomotive électrique à quatre essieux la plus puissante au monde et la pièce maîtresse de l'ÖBB jusqu'à l'acquisition de la Taurus. Les locomotives sont converties en série 1144 avec une commande de train-navette.

## Histoire
L'achat est précédé d'expériences positives avec la locomotive à thyristors 1043. Deux prototypes 1044.01 et 1044.02 furent construits, dont le premier avait un circuit à huit ponts et le second un circuit à quatre ponts. Les véhicules de série suivent le principe de conception du 1044.02, avec une structure d'enroulement plus simple choisie pour les moteurs de traction. À partir de 1978, les locomotives de série (à partir du numéro 1044.03) sont mis sur les rails et mis en service.
Des défaillances de pneus de roue se produisent en 1978. Au cours des hivers 1979-1980 et 1980-1981, les locomotives ont de graves problèmes d'admission d'air et de pénétration d'humidité. Toutes ces lacunes nécessitent des modifications de conception, qui s'avèrent fructueuses. Pour éviter que la neige soufflée ne soit aspirée dans la locomotive en hiver, de nouvelles grilles d'admission d'air plus hautes de différentes conceptions sont installées à partir de la 1044.71.
Un total de 126 locomotives (1044.01 à 1044.126) sont livrées en 1987. De 1989 à 1995, 90 autres locomotives sont livrées (1044.201 à 1044.290), qui diffèrent de la série précédente par une conception modifiée des bogies, une meilleure insonorisation et une transmission différente.
Alors que la 1044.02 sert de source de pièces de rechange pour la 1044.43, le prototype de locomotive 1044.01 est converti en locomotive d'essai à grande vitesse en 1987 et reçoit le numéro 1044.501 ; il atteint une vitesse de 241,25 km/h lors des essais. Les entraînements à ressort sont remplacés par des éléments AEG Geaflex, de nouvelles fenêtres avant affleurantes en verre blindé et un pantographe pour les déplacements à grande vitesse sont installés. La vitesse de pointe est fixée à 220 km/h. En 1996, le prototype est arrêté en raison de dommages à l'entraînement et plus tard restauré aux bogies normaux. Il est retiré en 2002 et peut maintenant être vu au musée du chemin de fer de Strasshof.
La 1044.40 est conservée comme une "locomotive nostalgique moderne" (mais toujours en service régulier) en grande partie dans son état d'origine en orange sanguine et avec l'ancien logo ÖBB ("Pflatsch"), mais est convertie et renumérotée en 1144.40 en février 2010.
Entre 2002 et 2005, les locomotives de la série 1044.2 sont équipées de commandes de train multiples et réversibles compatibles et sont renommées série 1144 au cours de cette adaptation. En août 2006, l'ÖBB dispose de 119 locomotives de la série 1044.0 et de 91 locomotives de la série 1144.
En 2009, la première série (1044.0) livrée est convertie en série 1144. En plus de l'installation de la télécommande, les locomotives converties reçoivent un système radio GSM-R, la PZB] 90 et de nouveaux phares à LED. Une fois les problèmes de télécommande (commande de train réversible) résolus, les services 1144.0 prennent largement le relais de la série 1142. La rénovation est achevée en 2013.
Les locomotives sont présentes dans toute l'Autriche et rarement dans certaines parties du sud de l'Allemagne. Les locomotives individuelles sont louées à RCC-Allemagne et sont utilisées dans leur zone d'exploitation actuelle jusqu'à Bremerhaven dans le nord de l'Allemagne. Avant l'acquisition du Taurus, tous les trains express à destination de Munich furent transportés par la série 1044.
4 locomotives (022, 038, 047 et 076) sont retirées en 2001 en raison d'un accident. Les locomotives 023, 043, 051, 061, 092, 117 et 241 sont reconstruites ou remplacées par des équipages alternatifs.
Depuis 2018, les plus anciennes locomotives de la série 1144.0 (mises en service à partir de 1978) sont garées et utilisées comme donneuses de pièces de rechange lorsqu'elles atteignent la limite kilométrique à laquelle une réparation partielle serait due. À l'automne 2018, les 1144 004 et 005 sont mises hors service, dépouillées de tous les composants pouvant servir de pièces de rechange et, mis au rebut à l'hiver 2020-2021. À la mi-2020, une vingtaine de machines sont déjà garées en raison d'une réparation partielle qui s'impose ou d'une avarie importante (039 et 107 après avarie accidentelle, 031 et 096 après avarie de transformateur).
En 2020, de nombreuses autres locomotives sont mises hors service avec notamment la plupart des locomotives précédemment stationnées, celles-ci (environ 50 au total) doivent être converties à une tension caténaire de 25 kV 50 hertz pour être utilisées en en Turquie, où elles doivent être utilisées par une entreprise de construction. Enfin et surtout, la grande vague d'arrêts est due au fait que la série 1144 est nettement plus chère à exploiter qu'une Taurus ou une 1142. Début 2021, un total de 55 locomotives sont garées, à l'exclusion des locomotives déjà été impliquées dans un accident.
En mars 2021, le projet de vente en Turquie échoue. Les 1144 008, 015, 025, 027, 034, 035, 049, 057, 060, 064, 085 et 087 sont remis en service. Dans l'horaire de service 2022, les machines sont utilisées dans toute l'Autriche devant des trains push-pull en trafic régional et en trafic de marchandises sur l'axe Tauern et à l'est de celui-ci, mais aussi comme locomotives de tête sur l'Arlbergbahn. Elles sont aussi utilisés dans les trains express sur les Südbahn, Tauernbahn, ligne de la vallée de l'Enns (de) et Pyhrnbahn.

## Technique
Les locomotives 1044 200 à 219 sont équipées de radiocommande lors de leur conversion en 1144. Cela doit permettre un fonctionnement en poussée sur le brûleur sans liaison par câble UIC entre les locomotives en tête de train et en queue de train. Cependant, comme cette technologie ne fut jamais approuvée, les antennes prévues à cet effet sont de nouveau retirées.
La dernière série (1044 255-290) est équipée en usine d'une commande de train de ligne, bien que cela ne soit pas absolument nécessaire à une vitesse maximale de 160 km/h. Avec cette étape, cependant, la plus grande sécurité possible devrait être atteinte avec une utilisation maximale de l'équipement de l'infrastructure, également pour les missions allemandes. Extérieurement, ces locomotives sont reconnaissables à la peinture basse sur le toit (bandes LZB) dans la zone des ventilateurs. Cela fut omis pour les repeints de la série 1144.
Les bogies sont soutenus par des ressorts flexicoil sans pivots et disposent d'une compensation d'essieu électro-pneumatique. Elle est entraînée par un entraînement à ressort BBC avec des éléments en caoutchouc à double cône.
Les 1044 001 à 126 furent livrées avec un étui orange sanguine. Les premières locomotives ont un cadre noir et une plaque séparée pour le numéro de locomotive sur chaque front (surnommée "Taferl-44er"). Ces panneaux sont ensuite abandonnés. Les dernières locomotives ont un cadre gris ombré et le numéro d'ordinateur avec un chiffre d'auto-vérification départ usine. En 1987, la numéro 1044 001 est reconstruite pour devenir la numéro 1044 501. Au cours de cela, elle a un nouveau design.
Wolfgang Valousek continue à expérimenter un nouveau design. En 1989, cinq locomotives nouvellement construites ont une autre conception différente, la dite « conception en échiquier ». Outre les premières locomotives de la nouvelle série (201-203), il s'agit des deux locomotives 092 et 117, qui doivent être mises au rebut et utilisées deux fois après des accidents. Les 1144 092 et 1144 117 sont toujours dans cette conception aujourd'hui. À partir de la 1044 204, les locomotives sont livrées dans la conception Valousek. La carrosserie de la locomotive rouge trafic a une ceinture gris clair et une bordure gris ombré sur les vitres avant. Dans le cadre de réparations accidentelles ou d'autres repeintures, toutes les locomotives peintes en orange sanguine et les numéros de route 1044 201-203 (échiquier) sont également repeintes. La seule exception est la numéro 1044 040, choisie comme locomotive nostalgique orange sanguine et à nouveau un cadre noir et plus tard le panneau d'usine retiré sous la forme d'un autocollant. Dans cette apparence, elle est utilisée devant les trains de plan. Après des réparations à l'usine TS de Linz, la 1144 283 a une peinture similaire aux 1144 117 et 1144 40, et des inscriptions (Pflatsch, grand numéro de locomotive sur le devant) sous la forme de l'état de livraison, ainsi qu'un plaque constructeur collée. Seule la bande LZB, que le 1144 nouvellement peint n'a plus, est laissée de côté.